# یوکای موزی
یوکای موزی (نام علمی: Yucca baccata) نام یک گونه از سرده یوکا است.